# Gimo IF

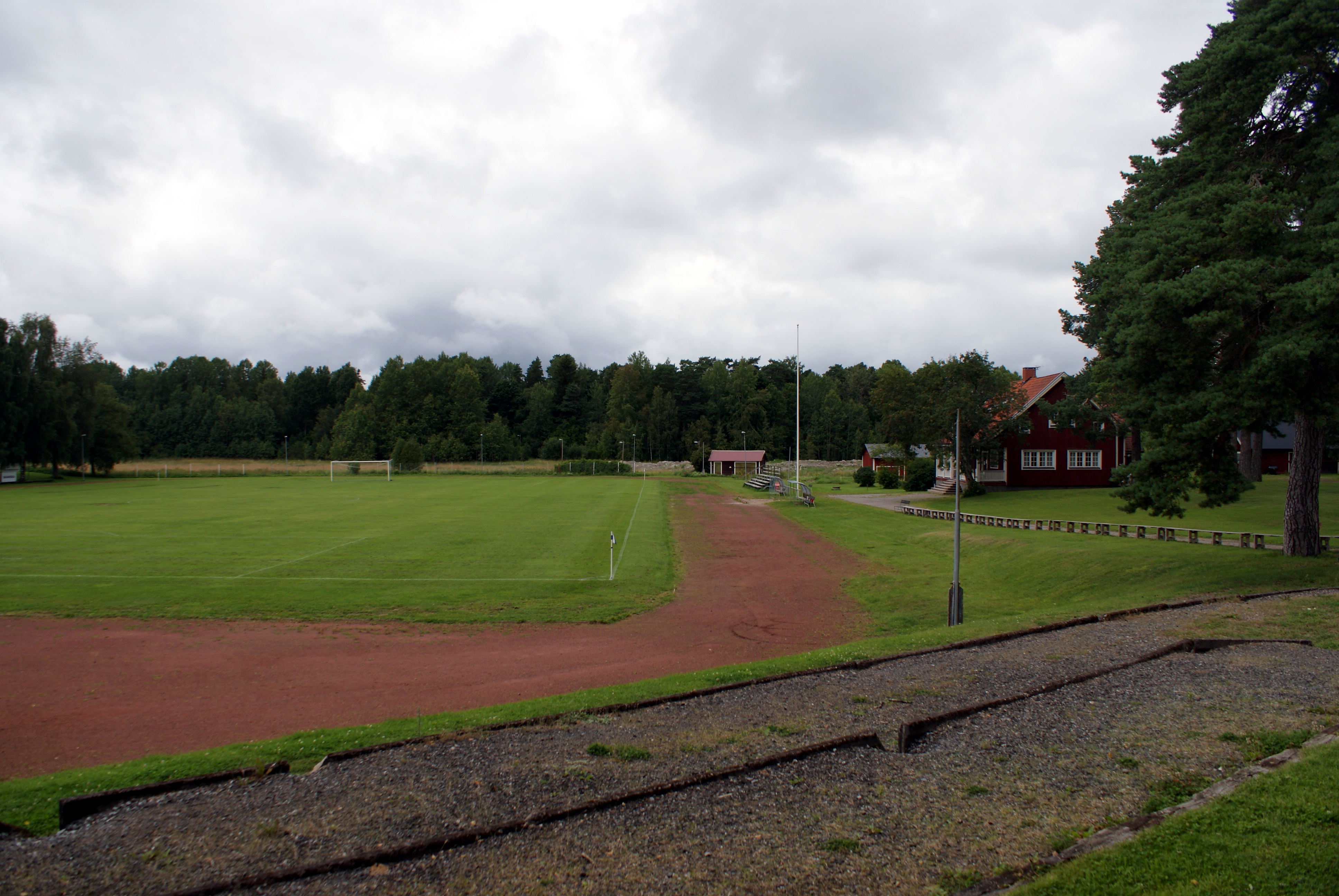
Idrottsgården i Gimo, med fotbollsplan, löparbana och klubbhuset till höger.

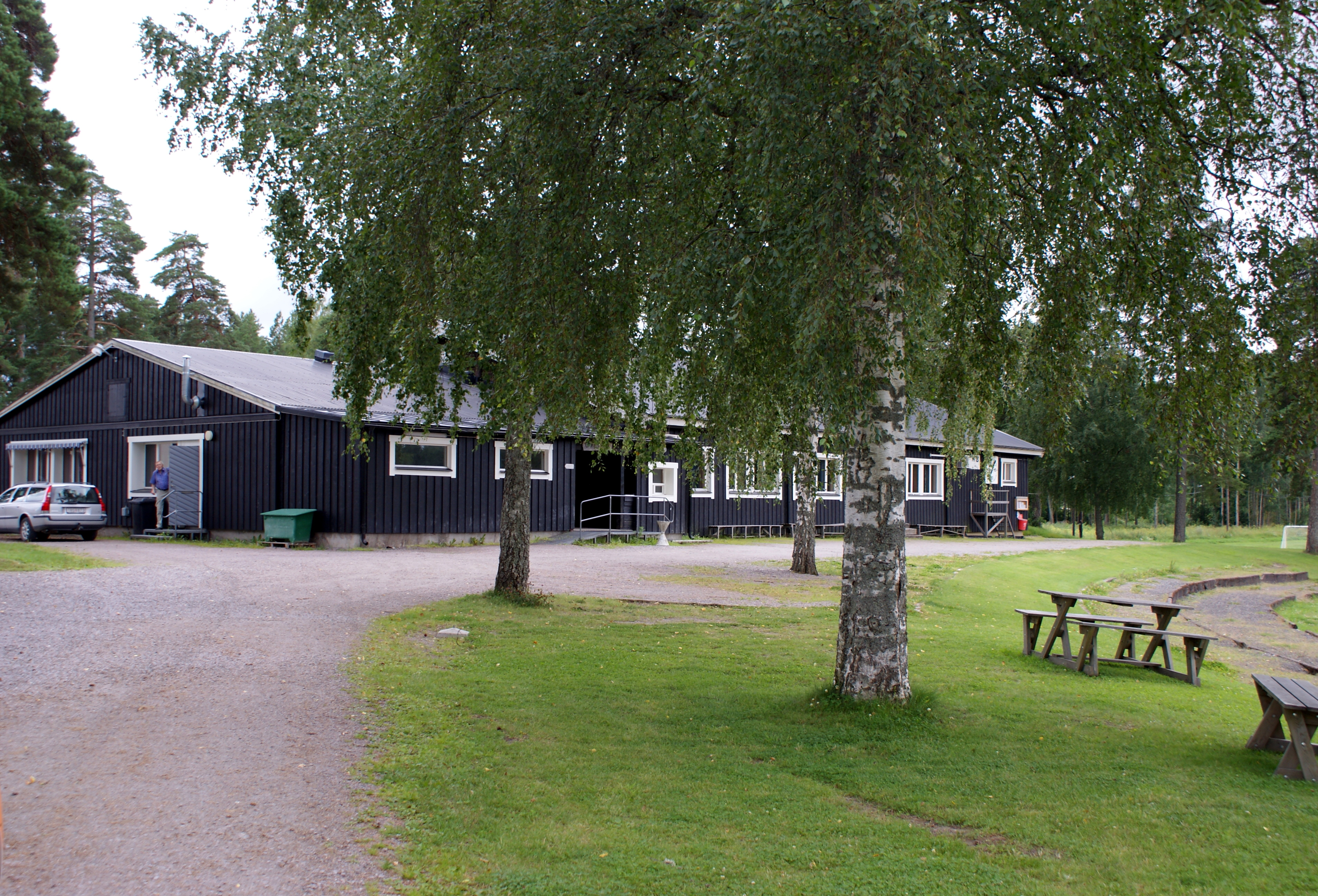
Cafeteria och läktare.

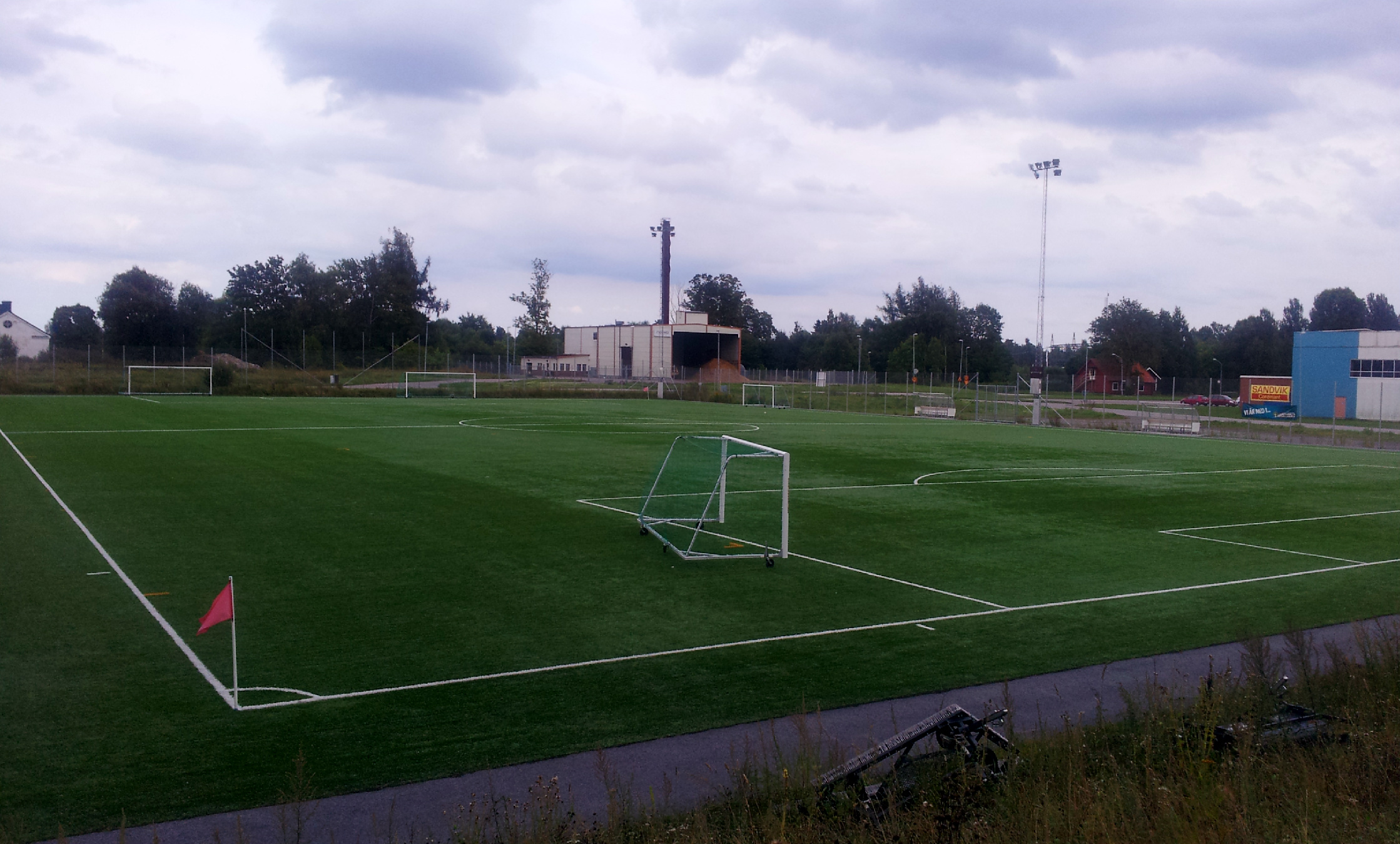
Gimo konstgräsplan som byggdes år 2010.

Gimo IF är en idrottsförening från Gimo, i Östhammars kommun, Uppland. Föreningen grundades 1914 och hade fotboll på programmet från start. Sedan 1993 är man en alliansförening som består av självständiga föreningar för fotboll, ishockey och skidor.

## Fotboll
Gimo IF har som bäst legat i division 1 1992. Klubben var värd för svenska herrlandslaget inför EM 1992 och EM 2004. I september 2010 invigdes Gimo konstgräsplan, som är klubbens egen konstgräsplan.

## Ishockey
Spelade i division 1 säsongerna 1999/2000, 2000/2001, 2001/2002 och 2002/2003. Bäst resultat nådde man första säsongen då man vann Division I Östra A och placerade sig sjua i Allettan Östra.

## Gimospelen
Gimo IF anordnade Gimospelen som var en stor nationell tävling som arrangerades mellan 1917 och 1977. Det har satts tre svenska rekord på dessa spel.

## Idrottare
Nedan finns en lista med ett urval idrottare med ursprung i Gimo IF:
- Alexandra Höglund, fotbollsspelare (född 1990)
- Daouda Sall, fotbollsspelare (född 1977)
- Linus Morin, hockeyspelare (född 1987)
- Linus Sandin, hockeyspelare (född 1996)
- Martin Sjögren, fotbollstränare (född 1977)
- Mattias Johansson, fotbollsspelare (född 1973)
- Rasmus Sandin, hockeyspelare (född 2000)
- Robert Hägg, hockeyspelare (född 1995)